# Lohn SH
| SH ist das Kürzel für den Kanton Schaffhausen in der Schweiz. Es wird verwendet, um Verwechslungen mit anderen Einträgen des Namens Lohn zu vermeiden. |

Lohn ist eine politische Gemeinde des Kantons Schaffhausen in der Schweiz.

## Geographie
Lohn liegt auf dem Hochplateau des Reiats, der "Sonnenterrasse" des Kantons Schaffhausen. Die Gesamtfläche der Gemeinde beträgt 486,6 ha, davon sind 167,9 ha Wald und 30,4 ha Baugebiet. Das Dorfzentrum (Kirche) liegt auf 640 m ü. M., der tiefste Punkt befindet sich im Langloch-Feldbrunn mit 480 m ü. M., der höchste in der Dicki auf 674 m ü. M.

## Geschichte
Die erste urkundliche Erwähnung der Gemeinde Lohn erfolgte am 10. Mai 1238. Ritter Heinrich von Liebenberg, ein kyburgischer Ministeriale oder Dienstmann, setzte damals mit Einwilligung seines Herrn, Graf Hartmann des Älteren von Kyburg, seine Gemahlin Bertha zur Erbin aller seiner Güter ein, und zwar auf dem Wege der sogenannten Substitution. Unter den übertragenen Gütern findet sich auch ein Eigengut in Lohn. Das Original dieser Ersterwähnungsurkunde wird im Staatsarchiv des Kantons Zürich aufbewahrt. 1259 schenkte der Graf von Kyburg die Gemarkung Lohn dem Kloster Paradies. Am 14. April 1529 wurde die Vogtei Lohn für 145 Gulden an die Stadt Schaffhausen verkauft. Im Dorf steht auch die Mutterkirche der ganzen umliegenden Dörfer des Reiat. Schon 1743 ist bekannt, dass um die Gegend von Lohn, weisser Ton in guter Qualität bis nach Strassburg verkauft wurde. Die ersten Ziegelhütte bestand aber wohl schon im 14. Jahrhundert. Heute stehen zwei Ziegeleien immer noch im Dorf.

Historisches Luftbild von Werner Friedli von 1948

## Wappen
Blasonierung: In Rot eine aufrechte silberne Pflugschar.
Die älteste Darstellung eines Wappens der Gemeinde Lohn findet sich 1569. Es stellt eine aufrechte Pflugschare in gelb dar. Ende des 16. Jahrhunderts findet sich eine Darstellung mit einem von rot und gold gespaltenen Schild, belegt von einem sechszackigen Stern in verwechselter Farbe. Eine weitere Darstellung aus dieser Zeit stellt eine aufrechte, blaue Traube auf weissem Grund dar. Zur Zeit der Helvetik stellte das Siegel typische Symbole aus dieser Zeit, den Freiheitshut über einem Senkblei, dar. In der folgenden Mediation wandte man sich von diesem Siegel ab und schuf ein neues, eine aufrechte Pflugschare darstellendes Siegel. Um eine Differenzierung mit anderen, ähnlichen Wappen zu verhindern, wurde 1949 bei der Bereinigung vorgeschlagen, die Pflugschare in Verbindung mit einem Ziegelmodel, als Symbol für das seit Jahrhunderten blühende Gewerbe, zu bringen. Dies wurde aber schliesslich abgelehnt.

## Bevölkerung
Die Gemeinde Lohn zählt total 645 Einwohner (Stand März 2005), davon stimmberechtigt sind 454. Die Einwohnerschaft umfasst 160 Lohnemer Bürger, 450 Niedergelassene und 35 Ausländer.
Konfessionell teilt sich die Einwohnerschaft wie folgt auf: 439 evangelisch-reformiert, 102 katholisch, 7 andere und 97 konfessionslose.
| Bevölkerungsentwicklung | Bevölkerungsentwicklung |
| Jahr                    | Einwohner               |
| ----------------------- | ----------------------- |
| 1850                    | 340                     |
| 1880                    | 439                     |
| 1900                    | 352                     |
| 1910                    | 394                     |
| 1930                    | 384                     |
| 1950                    | 403                     |
| 1970                    | 418                     |
| 1980                    | 400                     |
| 1990                    | 526                     |
| 2000                    | 648                     |
| 2006                    | 649                     |
| 2010                    | 678                     |
| 2011                    | 697                     |
| 2013                    | 723                     |

## Verkehr
Die Gemeinde Lohn liegt 8 km vom Zentrum der Kantonshauptstadt Schaffhausen und 3 km vom ehemaligen Bezirkshauptort Thayngen entfernt. Die nächste Auffahrt auf die A4 Richtung Zürich, Flughafen oder Stuttgart ist 5,4 km entfernt.
Zudem besteht ein dichtes Fahrplanangebot von SchaffhausenBus (Linie 24)." Die Busse verkehren stündlich und in den Stosszeiten im Halbstundentakt.

## Schule
Lohn hat mit der Nachbargemeinde Büttenhardt einen Vertrag für die Zusammenarbeit im Bereich der Grundschule. In Lohn gibt es zwei gemischte Klassen mit Viert-, Fünft- und Sechstklässlern, sowie zwei Kindergartenklassen (Schüler aus den Gemeinden Lohn und Büttenhardt). In Büttenhardt werden die Erstklässler und die Zweit- und Drittklässler der beiden Gemeinden je in einer Klasse unterrichtet (Stand Schuljahr 2015/2016). Die Sekundarschüler fahren nach Herblingen (Schaffhausen).

## Sehenswürdigkeiten

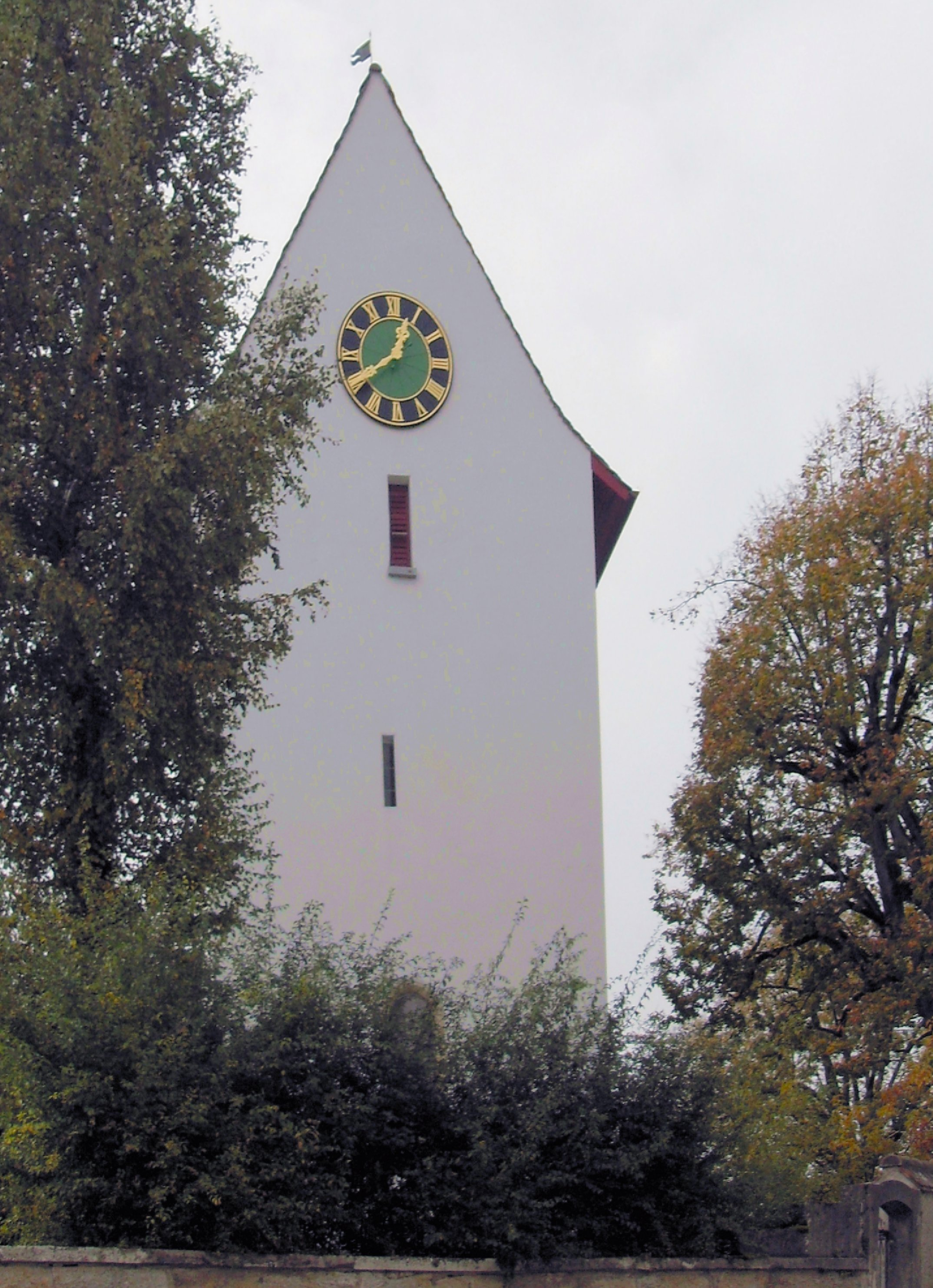
Turm der Lohner Kirche

Kirche von Lohn: Dieses baugeschichtlich recht bedeutsame Wahrzeichen des Reiats, das seinerzeit dem heiligen Martin geweiht worden ist, wird zwar erst verhältnismässig spät, am 1. Februar 1259, erstmals urkundlich erwähnt, doch lassen sowohl dessen Lage als insbesondere auch der fränkische Schutzheilige – die andere Martinskirche im Kanton, Merishausen, ist beispielsweise bereits im Jahre 846 bezeugt – mit grösster Wahrscheinlichkeit auf eine ebenfalls wesentlich frühere Entstehung, vielleicht schon im 9. oder 10. Jahrhundert, schliessen.

## Persönlichkeiten
- Conrad Beck (1901–1989), Komponist